# Andrew Jackson Jihad
Andrew Jackson Jihad — американская фолк-панк-группа из Финикса, штат Аризона.

## История
Группа Andrew Jackson Jihad была сформирована в 2004 году её первым барабанщиком Джастином Джеймсом Уайтом, который предложил Шону Боннету и Бэну Галлати, который тогда играл в группе Rodan, идею нового фолк-панк коллектива в лучших традициях южных штатов. С тех пор, к дуэту Шон и Бэна присоединялись многие аризонские музыканты, например, Круз из группы Fatigo и Оуэн Эванс из Asleep In The Sea. Кепи из группы Groovie Ghoulies поучаствовал в записи композиции «Sense, Sensibility», а Дилан Кук из Partners In 818 регулярно играет в группе на мандолине. Группа использует в записи дополнительные инструменты, такие как банджо или виолончель записывает свои композиции в реальном времени, а многие тексты носят ярко выраженный политический характер.
Группа получила известность, благодаря песням, освещающим тематику «серийных убийств, сигарет, жестокого обращения с детьми и мстительного Иисуса» и стала предметом спора в #49 американского издания HeartattaCk вместе со своей песней «I Love You», персонаж которой наркоман, принимающий метамфетамин. Несмотря на провокационность текстов, в 2006 году Andrew Jackson Jihad выступили в составе фестиваля New Times Music Showcase в Финиксе, где были номинированы как лучшая группа в жанре американа, а в том же году стали обладателями Best of Phoenix Award. Группа стала одной из самых видных в DIY-сцене Аризоны и гастролировала по всей западной части США, дав концерты в таких местах как Knitting Factory в Лос-Анджелесе, а в одном из годов Айдахо выступив в ковбойском баре.
.
Andrew Jackson Jihad выпустили сплит с Ghost Mice в 2007 году, и с O Pioneers! в 2011 году, а также готовит к выпуску в сентябре 2011 года новый полноформатный альбом на лейбле Asian Man Records, и в том же месяце отправляется в тур по Северной Америке с Фрэнком Тёрнером.

## Дискография

### Студийные альбомы
- Candy Cigarettes and Cap Guns (2005)
- People Who Can Eat People Are the Luckiest People in the World — Asian Man Records (2007)
- Can’t Maintain — Asian Man Records (2009)
- Knife Man — Asian Man Records (сентябрь 2011)
- Christmas Island(2014)
- The Bible 2 (2016)

### EP
- Issue Problems EP — (2006)
- Art of the Underground Volume 19 7" сингл — Art of the Underground (2007)
- Only God Can Judge Me EP — Plan-It-X Records (2008)
- Operation Stackola EP — (2009)
- Holiday Inn Gainesville запись концерта на LP — Asbestos Records (2009)

### Сплиты
- Flaspar/Andrew Jackson Jihad/Golden Boots CD — Night Pass Handmade Records (2006)
- Andrew Jackson Jihad/French Quarter CD — собственный релиз (2007)
- Andrew Jackson Jihad/Ghost Mice — Plan-It-X Records (2007)
- Andrew Jackson Jihad/Partners in 818 7" — собственный релиз (2007)
- Andrew Jackson Jihad/Cobra Skulls 7" (Under the Influence Vol. 6) — Suburban Home Records (2009)
- Andrew Jackson Jihad/Apocalypse Meow 7" (Pug Life) — Traffic Street Records (2009)
- Mischief Brew/Andrew Jackson Jihad 8" — Pirates Press Records (2009)
- Andrew Jackson Jihad/The Gunshy 7" — Silver Sprocket Records (2010)
- Andrew Jackson Jihad/O Pioneers!! 9" — No Idea Records (2011)

### Сборники
- Plea for Peace Vol. 2 — Asian Man Records (2007)
- Sun, Smog, and Hate — Folktale Records (2009)
- Dangerous Intersections V 7" — Traffic Street Records (2009)
- Happy Holidays from Asian Man Records! — Asian Man Records (2009)
- Five Dollar Swamp Comp Vol. 1 — Swamp Cabbage (2009)
- The Chronicles of Sheriff Joe Arpaio 7" — Kingdom Mammalia (2010)
- Candy Cigarettes, Capguns, Issue Problems! and Such — Asian Man Records (2011)
- Take Action! Vol. 10 — Hopeless Records/Sub City (2011)